# ماکسیمیلیان یکم، امپراتور مقدس روم
ماکسیمیلیان یکم(به آلمانی: Maximilian I)(زادهٔ ۲۲ مارس ۱۴۵۹ - مرگ ۱۲ ژانویه ۱۵۱۹) پادشاه آلمان و امپراتور مقدس روم بود. وی پسر فریدریش سوم بود و در کنار او در ده سال پایانی زندگی فریدریش به پادشاهی پرداخت.
پاپ هرگز بر سر او تاج امپراتوری ننهاد. در زمان او گسترهٔ نفوذ دودمان هابسبورگ گسترش یافت. او با ماری بورگوندی دوشس بورگوندی پیمان زناشویی بست و بدین سان قلمروی خود را تا این سرزمین هم کشاند؛ ولی بخش‌های زیر کنترل هابسبورگ‌ها در سوئیس در زمان وی از دست رفت. 
همچنین پسرش فیلیپ زیبا با خوآنای یکم شهبانوی کاستیل ازدواج کرد و این سبب رخنهٔ هابسبورگ‌ها در اسپانیا نیز شد.